# The White Queen
The White Queen est une mini-série britannique en dix parties de 60 minutes basée sur les romans de Philippa Gregory : The White Queen, The Red Queen et The Kingmaker's Daughter. Le premier épisode fut diffusé sur BBC One le 16 juin 2013 et aux États-Unis le 10 août 2013 sur la chaîne Starz.
Cette mini-série est diffusée en France depuis le 11 février 2014 sur la chaîne OCS max et depuis avril 2017 sur Numéro 23, et au Québec à partir du 24 août 2017 sur ICI ARTV. Elle reste inédite dans les autres pays francophones.
La série est extrêmement fidèle à la réalité historique relatant les faits historiques de la Guerre des Deux-Roses. Une suite, The White Princess est diffusée en 2017.

## Synopsis
En 1464, l'Angleterre est en guerre depuis neuf ans : c'est la guerre des Deux-Roses. Deux familles, les York et les Lancaster, s'opposent violemment pour s'emparer du trône.
Entre manigances, duperies et trahisons, trois femmes (Élisabeth Woodville, Margaret Beaufort et Anne Neville) vont avoir un rôle déterminant dans l'histoire. Chacune va défendre à sa façon sa cause et celle des êtres aimés.

## Distribution

### Maison d'York
- Max Irons (VF : Paolo Domingo) : Édouard IV d'Angleterre.
- Rebecca Ferguson (VF : Laura Blanc) : Élisabeth Woodville, la « Reine Blanche » et reine consort d'Angleterre d'Édouard IV.
- James Frain (VF : Jean-Pierre Michaël) : Richard Neville, 16e comte de Warwick, le « Faiseur de rois ».
- Caroline Goodall (VF : Liliane Patrick) : Cécile Neville, duchesse d'York, mère d'Édouard IV, George, duc de Clarence et du futur Richard III, et tante de Lord Warwick.
- David Oakes (VF : Cédric Dumond) : George, duc de Clarence, frère d'Édouard IV.
- Aneurin Barnard (VF : Stéphane Ronchewski) : Richard, duc de Gloucester, futur Richard III, frère d'Édouard IV.
- Janet McTeer (VF : Isabelle Gardien) : Jacquette de Luxembourg, Lady Rivers, mère d'Élisabeth Woodville.
- Faye Marsay (VF : Marie Tirmont) : Anne Neville, fille de Lord Warwick -un pion dans la bataille pour le pouvoir de son père en tant que princesse de Galles (Maison Lancastre), future reine consort de Richard III d'Angleterre (Maison d'York).
- Eleanor Tomlinson (VF : Delphine Rivière) : Isabelle Neville, fille de Lord Warwick et sœur aînée d'Anne Neville, duchesse de Clarence par son mariage avec George, duc de Clarence.
- Juliet Aubrey (VF : Danièle Douet) : Anne de Beauchamp, comtesse de Warwick, femme de Lord Warwick et mère d'Isabelle et Anne.
- Sonny Ashbourne Serkis : prince de Galles, futur roi Édouard V, fils aîné et héritier d'Édouard IV et d'Élisabeth Woodville, un des princes dans la Tour.
- Freya Mavor (VF : Anne Tilloy) : Élisabeth d'York adulte, la fille aînée d'Édouard et Élisabeth Woodville, future reine consort d'Henri VII d'Angleterre (Ep. 8, 9 & 10)
- Pixie Davies : jeune enfant (Ep. 2-3-4) & Eloise Webb (VF : Anne Tilloy)[2] : jeune (Ep. 5 & 7).
- Ben Lamb (VF : Valéry Schatz) : Anthony Woodville (2e comte Rivers).
- Simon Ginty (VF : Benjamin Gasquet) : John Woodville.
- Eve Ponsonby (VF : Karl-Line Heller) : Lady Marie Woodville, sœur de la reine Élisabeth et femme de Sir William Herbert, Lord Pembroke.
- Rupert Young (VF : Thibaut Belfodil)[2] : Sir William Herbert, Lord Pembroke.
- Robert Pugh (VF : Michel Prud'homme) : Richard Woodville (1er comte Rivers), père d'Élisabeth Woodville.
- Lizzy McInnerny (VF : Hélène Otternaud)[2] : Lady Sutcliffe.
- Arthur Darvill (VF : Pierre Laurent) : Henry Stafford (2e duc de Buckingham).
- Emily Berrington (VF : Ludivine Maffren) : Jane Shore, maîtresse d'Édouard IV.
- Shaun Dooley (VF : Sylvain Lemarié) : Sir Robert Brackenbury.
- Michael Jenn (VF : Guillaume Bourboulon)[2] : Dr Lewis.
- Nicholas Croucher (Ep10) & Kenji Tielemans (+ jeune, Ep 9&10) (VF : Vincent de Bouard)[3] : Édouard de Middleham, Prince de Galles, fils de Richard III.
- Elsa Houben (Ep 1 & 2) : Catherine Woodville, sœur cadette de la reine Élisabeth.
- Ashley Charles (VF : Thierry Monmahou) : Thomas Grey, fils aîné d'Élisabeth Woodville et de son premier mari, Sir John Grey, futur marquis de Dorset (Ep . 8, 9 & 10).
- Otto Farrant (VF : Thierry Monmahou) : Thomas Grey adulte (Ep. 2-3-4-6).
- Nicholas Fagg (VF : Mattéo Dumond)[2] : Thomas Grey jeune enfant (Ep. 1 & 2).
- Ed Brody (VF : Henri-David Cohen) : Richard Grey, fils cadet d'Élisabeth Woodville et de Sir John Grey (Ep. 8).
- Dean-Charles Chapman (VF : Henri-David Cohen) : Richard Grey adulte (Ep. 2-3-4-6).
- Rudi Goodman (VF : Sofiane Abdellaoui)[2] : jeune Richard Grey (Ep. 1 & 2).
- Elinor Crawley (VF : Juliette Poissonnier)[3] : Cécile d'York, fille d'Édouard IV et d'Élisabeth Woodville, sœur d'Élisabeth d'York.
- Ted Allpress : Richard de Shrewsbury, fils d'Édouard IV et d'Élisabeth Woodville, autre prince dans la Tour.

### Maison Lancaster
- Amanda Hale (VF : Hélène Bizot) : Margaret Beaufort, la « Reine Rouge », femme très pieuse prête à tout pour mettre son jeune fils Henri Tudor sur le trône.
- Hermione Lanyon : Margaret Beaufort enfant.
- Veerle Baetens (VF : Marie-Madeleine Burguet-Le Doze) : Marguerite d'Anjou, reine consort d'Henri VI d'Angleterre.
- Joey Batey : Édouard de Westminster, fils d'Henri VI et de Marguerite d'Anjou.
- Michael Marcus (VF : Tristan Le Doze) : Henri Tudor adulte, futur Henri VII. Henri est le fils unique de Lady Margaret Beaufort et Sir Edmond Tudor.
- Oscar Kennedy : jeune Henri Tudor.
- Tom McKay (VF : Matthieu Albertini) : Jasper Tudor, beau-frère de Lady Margaret Beaufort et oncle d'Henri Tudor.
- David Shelley : Henri VI.
- Frances Tomelty (VF : Annie Le Youdec)[2] : Lady Marguerite Beauchamp, mère de Lady Margaret Beaufort.
- Michael Maloney (VF : Éric Aubrahn) : Sir Henry Stafford, troisième mari de Lady Margaret Beaufort.
- Hugh Mitchell : Richard Welles, jeune frère de Lady Margaret Beaufort. En fait, Richard Welles n'est pas biologiquement lié à Lady Margaret. Néanmoins, son demi-frère paternel John Welles, 1er vicomte Welles était aussi son demi-frère maternel.
- Leo Bill (VF : Olivier Chauvel) : Sir Reginald Bray.
- Rupert Graves (VF : Loïc Houdré) : Lord Thomas Stanley, quatrième mari de Lady Margaret Beaufort.
- Andrew Gower : Lord Strange, fils de Lord Stanley.

### Version française
- Société de doublage : Audiophase[4].
- Direction artistique : Régis Reuilhac[4].
- Adaptation : Sylvie Abou-Isaac et Marie-Isabelle Chigot.
- Sous-Titrage : Audrey Lumière et Coline Magaud

Source VF : Doublage Séries Database.

## Lieux

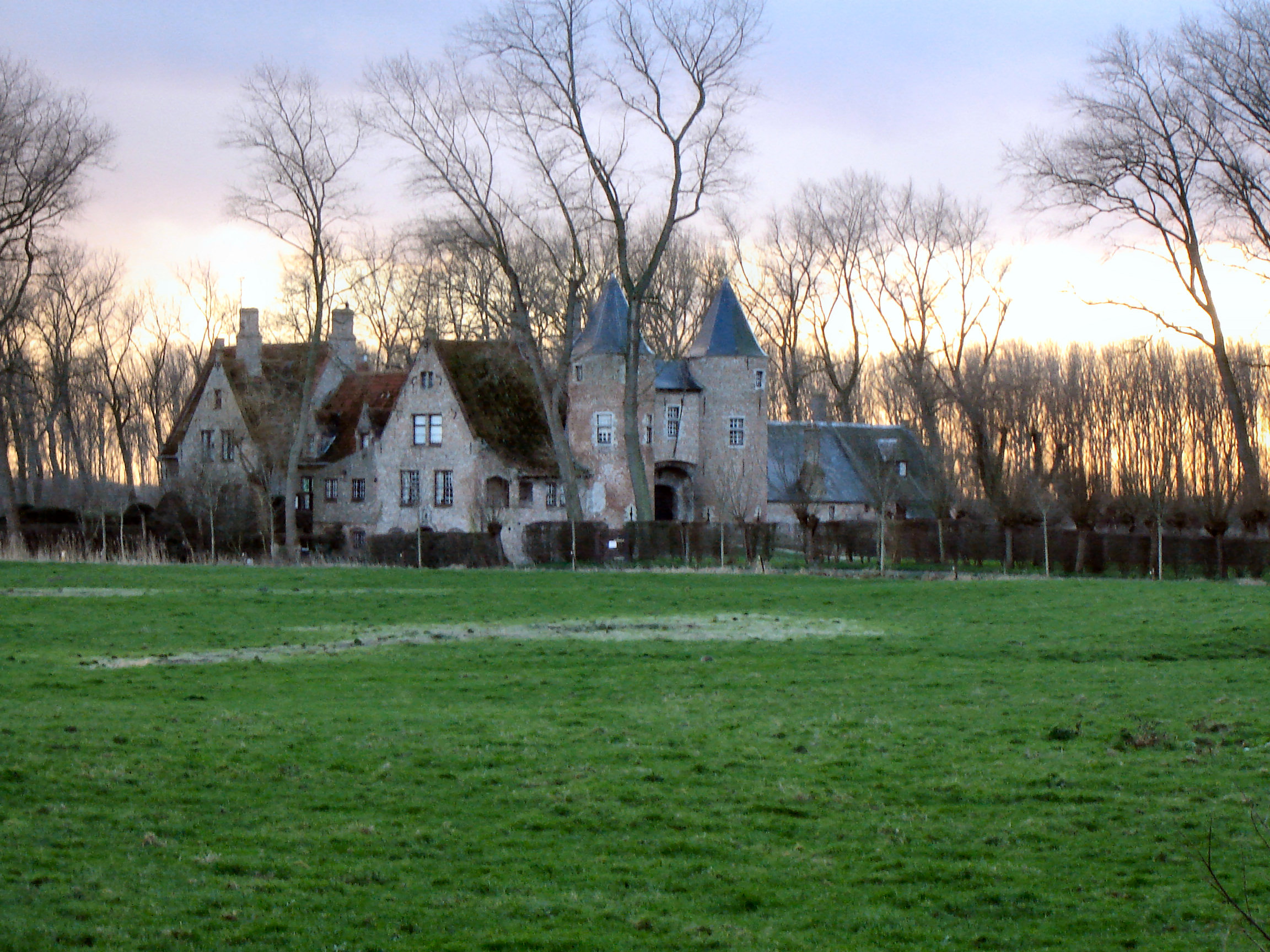
Château d'Oostkerke.

La série a été filmée en Belgique, où plusieurs sites de Bruges et Gand représentent des lieux de Londres et ailleurs.
Le hall gothique de l'hôtel de ville de Bruges représente le hall de Westminster. L'église de Notre-Dame représente la chapelle de Saint Stephen dans l'ancien palais de Westminster. Heilige Geeststraat représente une rue médiévale de Londres. La basilique du Saint-Sang représente la tour de Londres.
La série a été filmée à Gand, au château des comtes de Flandre (Gravensteen), à l'abbaye de Saint-Pierre (Sint-Pietersabdij), à l'abbaye de Saint-Bavo (Sint-Baafsabdij), dans les halles aux draps (Ypres) (Lakenhalle), au château de Gérard le Diable (Geeraard de Duivelsteen), à la cathédrale de Saint-Bavon (Sint-Baafskathedraal) et à l'Agustijnklooster (Academiestraat).
Le château d'Oostkerke, près de Damme, incarne le Manoir de Grafton, résidence de la famille Woodville-Rivers. Le château fort d'Écaussinnes-Lalaing représente la demeure de Henry Stafford. Le tournage s'est également déroulé à Rumbeke, Damme et l'aérodrome d'Ursel, vingt-trois lieux pour les trois premiers épisodes. Le reste des décors a été construit dans une proche usine Philips.

## Épisodes
| No. | Titre                                             | Réalisation  | Scénario         | Diffusion originale (GB) |
| --- | ------------------------------------------------- | ------------ | ---------------- | ------------------------ |
| 1 | Amoureuse du roi In Love with the King            | James Kent   | Emma Frost       | 16 juin 2013             |
| En 1464, étant veuve et mère de deux garçons, et ayant perdu tout ce qu’elle a à la Guerre des Deux-Roses, Élisabeth Grey approche le roi Édouard d’York pour lui demander la restitution des terres qui appartenaient à son mari. Le gentil et beau Édouard tombe instantanément amoureux de la beauté d’Élisabeth, et peu de temps après le roi révèle son désir pour elle. Déterminée à ne pas être sa maîtresse, Élisabeth ne voit pas de futur pour eux ; jusqu’à ce qu’il lui révèle son plan choquant de l’épouser et de la faire reine d’Angleterre. Cependant, cette décision est mal vue à la Cour, particulièrement par le puissant cousin et conseiller du roi, Lord Warwick. |                                                   |              |                  |                          |
| 2 | Le Prix du Pouvoir The Price of Power             | James Kent   | Emma Frost       | 23 juin 2013             |
| Élisabeth organise une cérémonie de couronnement extravagante pour faire taire les critiques. Cependant, le mécontentement de Warwick à cause du mariage d’Édouard a de dramatiques conséquences et explose bientôt en une guerre entre deux Yorkistes. Pendant ce temps, Margaret Beaufort s’allie avec Warwick et le frère d’Édouard, George, dans l’espoir que son jeune fils Henri Tudor lui revienne, pendant que Warwick utilise sa fille aînée Isabelle pour tenter d’unifier les Neville et les York. |                                                   |              |                  |                          |
| 3 | La Tempête The Storm                              | James Kent   | Emma Frost       | 30 juin 2013             |
| Alors que la guerre entre les frères Édouard et George continue, les plus nobles familles du pays sont forcées de choisir leur camp. Cependant, quand George et Warwick échouent, ils sont forcés de fuir vers la France. Leurs partisans en Angleterre, l’engagée Margaret Beaufort y compris, doivent faire face aux conséquences. Voulant venger la mort de son père et de son frère, Élisabeth et sa mère Jacquette se tournent vers la sorcellerie avec des conséquences dévastatrices pour Isabelle. |                                                   |              |                  |                          |
| 4 | La Méchante Reine The Bad Queen                   | Jamie Payne  | Lisa McGee       | 7 juillet 2013           |
| La campagne de Warwick avec George ayant échoué, le désespéré « Faiseur de rois » se tourne vers l’horrible Margaret d’Anjou, la reine lancastrienne, unique option pour que sa famille ne perde pas tout. Pour sceller l’accord, sa fille cadette Anne est mariée à l’héritier du trône lancastrien, le cruel et gâté Édouard. De retour à Londres, Édouard et Élisabeth sont troublés par l’annonce de cette nouvelle alliance, et sont pris par surprise, quand Warwick lance un assaut sur Londres. Cherchant refuge à l’Abbaye de Westminster avec ses enfants, Élisabeth donne enfin naissance à un garçon.                                                                         |                                                   |              |                  |                          |
| 5 | La Guerre pour toute réponse War at First Hand    | Jamie Payne  | Malcolm Campbell | 14 juillet 2013          |
| Lancastre est restauré sur le trône, et Margaret d'Anjou vogue vers l'Angleterre avec Anne pour reprendre sa place aux côtés de son mari le roi Henri VI. Cependant, des nouvelles sur le retour d'Édouard avec une armée troublent la cour, et, dans une tentative désespérée pour protéger son mari, alors que les forces yorkistes et lancastriennes se rassemblent sur le champ de bataille, Élisabeth se tourne de nouveau vers la sorcellerie. |                                                   |              |                  |                          |
| 6 | Amour et trahison Love and Death                  | Jamie Payne  | Nicole Taylor    | 21 juillet 2013          |
| Bien que Warwick, Henri VI et qu'Édouard de Lancastre soient tous morts, la cour est troublée. Élisabeth est inquiète de l'attirance grandissante d'Édouard pour Jane Shore, une très belle jeune fille, tandis que George tente de contrôler la veuve Anne Neville en l'enfermant. La peine d'Anne s'accroît alors qu'Isabelle l'ignore. Margaret essaie d'accroître son pouvoir en se remariant à l'un des conseillers les plus proches du roi Édouard. |                                                   |              |                  |                          |
| 7 | Poison et malvoisie Poison and Malmsey Wine       | Colin Teague | Emma Frost       | 28 juillet 2013          |
| La brève paix à la cour est brisée quand les frustrations de George sur le mariage de Richard et d'Anne le conduit à porter de monstrueuses accusations contre le roi et la reine. N'ayant pas le choix, Édouard reconnaît son frère en tant que traître à la couronne et doit le condamner à mort. Élisabeth a finalement sa revanche sur les meurtriers de son père et de son frère, mais cela ne lui apporte pas satisfaction. |                                                   |              |                  |                          |
| 8 | Le Roi est mort Long Live the King                | Colin Teague | Malcolm Campbell | 4 août 2013              |
| Après des années de paix, Elisabeth se retrouve dans un combat pour le trône à la suite de la mort du roi Edouard. Piégée et menacée par ses proches, Élisabeth est forcée d'accepter une alliance avec Margaret Beaufort. Soupçons et doutes empoisonnent la cour, transformant amis en ennemis et famille en meurtriers. |                                                   |              |                  |                          |
| 9 | Les Princes dans la Tour The Princes in the Tower | Colin Teague | Emma Frost       | 11 août 2013             |
| Elizabeth, qui a conclu sans le savoir un marché avec ses ennemis, entreprend de les punir grâce à la sorcellerie. |                                                   |              |                  |                          |
| 10 | La Dernière Bataille The Final Battle             | Colin Teague | Emma Frost       | 18 août 2013             |
| Alors que la santé de la Reine Anne se dégrade, la guerre pour accéder au trône se poursuit. Henry passe à l'attaque. |                                                   |              |                  |                          |